# Mark IX
Mark IX — тяжёлый танк или бронетранспортёр Британской армии времён Первой мировой войны. Имел пулемётное вооружение и мог перевозить до 30 экипированных пехотинцев на борту. Имел конфигурацию ромбовидного танка. До наших дней сохранился всего лишь один танк Mark IX, известный как IC 15. Сейчас находится в Бовингтонском танковом музее.

## История создания
Летом 1917 года, одновременно с разработкой ещё одного танка-носителя, Gun Carrier, лейтенанту Дж. Дж. Рэкхэму было приказано сконструировать бронетранспортер специально для перевозки войск. Он сотрудничал с Юстасом Теннисоном д’Энкуром, председателем комитета по сухопутным кораблям. Конструкция была усложнена требованием, чтобы машина могла быть оснащена спонсонами, что превращало её в более современный боевой танк, чем танк Mark V. Mark IX пришел на смену Mark VIII, но это требование вскоре было снято из-за его сложности.
В сентябре 1917 года Armstrong Whitworth в Ньюкасл-апон-Тайне приступила к созданию двух прототипов Mark IX. Прототипы были утверждены в следующем году, когда стало ясно, что модернизация танка Mark V — Mark V* не подходит для перевозки пехоты. Двести Mark IX были заказаны у производителя тракторов Marshall, Sons & Co. из Гейнсборо, Линкольншир, но к концу Первой мировой войны были построены только три экземпляра.

## Описание конструкции
Бронелисты танка имели толщину не более 10 мм. Большая толщина брони могла бы отрицательно сказаться на подвижности. Бензиновый двигатель Ricardo располагался спереди.
Для улучшения работы экипажа в бою в танке разместили вентиляционное оборудование.
Машина разрабатывалась для перебросок десантирования пехотинцев на укреплённых позициях врага. Для спешной посадки десанта транспортное средство имело с каждого борта по две большие двери овальной формы. Десант располагался в специальном помещении между двигателем и коробкой передач и имел возможность вести огонь личным оружием из танка.
На крыше танка размещались выходы вентиляции и командирская башенка.

### Танк-амфибия
Над танком проводились испытания в роли танка-амфибии. Для этого он был герметизирован и оборудован поплавками и другим оборудованием. При вращении специальных дорожек на гусеницах, которыми был дооборудован танк, машина приводилась в движение на воде. И всё же скорость перемещения по воде оставалась низкой. Но опыт, полученный на Mk.IX, был использован при строительстве более современных плавающих танков.
В ноябре 1918 года все работы над проектом свернули.